# Episodi de La mia piccola Margie (prima stagione)
La prima stagione della serie televisiva La mia piccola Margie è andata in onda negli Stati Uniti dal 9 giugno 1952 all'8 settembre 1952 sulla NBC.
| nº | Titolo originale       | Prima TV USA      | Titolo italiano   | Prima TV Italia |
| -- | ---------------------- | ----------------- | ----------------- | --------------- |
| 0  | Reverse Psychology     | 9 giugno 1952     | -                 |                 |
| 1  | A Friend for Roberta   | 16 giugno 1952    | -                 |                 |
| 2  | Radioactive Margie     | 23 giugno 1952    |                   |                 |
| 3  | Margie Sings Opera     | 30 giugno 1952    | Il bel canto      |                 |
| 4  | Margie's Sister Sally  | 7 luglio 1952     | -                 |                 |
| 5  | Costume Party          | 14 luglio 1952    |                   |                 |
| 6  | Margie Plays Detective | 21 luglio 1952    |                   |                 |
| 7  | Insurance              | 28 luglio 1952    | -                 |                 |
| 8  | Margie's Mink          | 11 agosto 1952    | -                 |                 |
| 9  | Efficiency Expert      | 18 agosto 1952    | Un ottimo partito |                 |
| 10 | The Hooded Vern        | 25 agosto 1952    |                   |                 |
| 11 | The Contract           | 1º settembre 1952 | -                 |                 |
| 12 | Vern's Chums           | 8 settembre 1952  | Vaudeville        |                 |

## Reverse Psychology
- Diretto da: Hal Yates
- Scritto da: Frank Fox and G.Carleton Brown

### Trama
- Margie usa un libro sulla psicologia inversa per convincere Vern a lasciare Roberta, e lui lo usa per convincerla a mollare Freddie.
- Interpreti: Gale Storm (Margie Albright), Charles Farrell (Vern Albright), Willie Best (Willie), Hillary Brooke (Roberta Townsend), Don Hayden (Freddie Wilson), Clarence Kolb (George Honeywell), Eileen Stevens (Mildred)

## A Friend for Roberta
- Diretto da: Hal Yates
- Scritto da: Frank Fox and G.Carleton Brown

### Trama
Margie organizza un Cocktail Party con un attore che Roberta adora e il suo produttore sperando che Roby trasferisca i suoi affetti all'attore.
- Interpreti: Hillary Brooke (Roberta Townsend), Douglass Dumbrille (Anzio Piazza), Charles Farrell (Vern Albright), William E. Green (Warnock), Don Hayden (Freddie Wilson), John Milton Kennedy (annunciatore), Clarence Kolb (George Honeywell), Gale Storm (Margie Albright)

## Radioactive Margie
- Diretto da:
- Scritto da:

### Trama
- Interpreti: Bob Carraher, Charles Farrell (Vern Albright), Peter Leeds, George Pembroke, Gale Storm (Margie Albright)

## Margie Sings Opera
- Diretto da: Hal Yates
- Scritto da: Frank Fox and G. Carleton Brown

### Trama
Ginny non può incontrare un vecchio amico di famiglia, un cantante d'opera. Chiede a Margie di sostituirla.
- Interpreti: Gale Storm (Margie Albright), Charles Farrell (Vern Albright), Florence Bates (Mrs. Stegmuller), Fortunio Bonanova (Branchetti), Marshall Bradford (Tom Clark), Gloria Eaton (Ginny Clark)

## Margie's Sister Sally
- Diretto da: Hal Yates
- Scritto da: Frank Fox and G. Carleton Brown

### Trama
Per aiutare suo padre con un cliente Margie accetta di uscire con suo figlio che pensa sia un ragazzo. Margie si veste da undicenne, ma Wesley il figlio è un adulto.
- Interpreti: Willie Best (Charlie), Charles Farrell (Vern Albright), Don Hayden (Freddie), Gertrude Hoffman (Miss Odetts), Sheila James Kuehl (Norma Jean), Tom Mann (Boy), Ron Randell (Wesley Chariot Jr.), Gale Storm (Margie Albright)

## Costume Party
- Diretto da:
- Scritto da:

### Trama
- Interpreti: Gale Storm (Margie Albright), Charles Farrell (Vern Albright), William Newell (Jimmy Potts), Roy Roberts (Frank Craig)

## Margie Plays Detective
- Diretto da:
- Scritto da:

### Trama
- Interpreti: Fortunio Bonanova (Mr. Maderra), Poppy del Vando (Mrs. Maderra), Dick Elliott (Edward Killka), Charles Farrell (Vern Albright), George Givot, 'Brother' Frank Jares (Sir MacGregor), Malcolm Mealey (David), Gale Storm (Margie Albright), Gloria Talbott (Maurine), Herb Vigran (Toorney)

## Insurance
- Diretto da: Hal Yates
- Scritto da: Frank Fox and G.Carleton Brown

### Trama
- Margie ha paura che Vern abbia perso tutti i suoi soldi in borsa.
- Interpreti: Gale Storm (Margie Albright), Charles Farrell (Vern Albright), Charles Evans (Lamont P. Hartford), Byron Foulger (Prof. Nelson), George Givot (Luscious Lou), Don Hayden (Freddie Wilson), Gertrude Hoffman (Mrs. Odetts), Clarence Kolb (George Honeywell), Florence Lake (Martha Hartford), Valerie Vernon (Mrs. Lou)

## Margie's Mink
- Diretto da: Hal Yates
- Scritto da: Nathaniel Curtis and G. Carleton Brown

### Trama
Quando Margie riceve per errore una pelliccia di visone, cerca di impressionare Vern dicendogli che un uomo gliel'ha inviata.
- Interpreti: Gale Storm (Margie Albright), Charles Farrell (Vern Albright), Sol Gorss (Kalif Whadi)

## Efficiency Expert
- Diretto da: Hal Yates
- Scritto da: Frank Fox and George Carleton Brown

### Trama
- Per dimostrare a Vern che Freddie non è così discutibile Margie finge di innamorarsi di una persona più scarsa di Freddie.
- Interpreti: Gale Storm (Margie Albright), Charles Farrell (Vern Albright), Hillary Brooke (Roberta Townsend), Charmienne Harker (Betty Fuller), Don Hayden (Freddie Wilson), Alvy Moore (Dillard Crumbly)

## The Hooded Vern
- Diretto da:
- Scritto da:

### Trama
- Interpreti: Charles Farrell (Vern Albright), Dian Fauntelle (Waitress), Gertrude Hoffman (Mrs. Odetts), Paul McGuire (Bradley), Dick Simmons (Norman), Gale Storm (Margie Albright), Teresa Tudor (contessa), Otto Waldis (Seven)

## The Contract
- Diretto da: Hal Yates
- Scritto da: Frank Fox and G. Carleton Brown

### Trama
- Margie e suo padre hanno entrambi due appuntamenti per la stessa sera.
- Interpreti: Gale Storm (Margie Albright), Charles Farrell (Vern Albright), Willie Best (Willie), Hillary Brooke (Roberta Townsend), Cliff Ferre (Bill Watson), Don Hayden (Freddie Wilson), Gertrude Hoffman (Mrs. Odetts), Clarence Kolb (George Honeywell), Sandy Sanders (cowboy), Eileen Stevens (Mildred), Alix Talton

## Vern's Chums
- Diretto da: Hal Yates
- Scritto da: Frank Fox and G. Carleton Brown

### Trama
Un paio di vecchi amici di Vern da Vaudeville vanno in città a trovarlo.
- Interpreti: Gale Storm (Margie Albright), Charles Farrell (Vern Albright)